# B. Ichi
B.Ichi (B壱?) es un manga japonés escrito e ilustrado por Atsushi Okubo y serializada en la Monthly Shonen Gangan en el período 2001-2002. La serie fue recopilada en cuatro volúmenes encuadernados que fueron publicados por Square Enix en Japón. El manga fue licenciado para su distribución en América del Norte por Yen Press. El creador, Atsushi Okubo, más tarde se hizo muy conocido por su exitosa serie Soul Eater.
En 2002 y 2003 fue la serie del año y se lanzó un CD drama.

## Argumento
La mayoría de los seres humanos normales sólo utilizan el 30% de su cerebro, pero un grupo de personas conocidas como "Dokeshi" puede usar del 50 al 60% de sus cerebros, y por tanto, tienen habilidades especiales. Estos poderes, sin embargo, vienen con un precio: la Dokeshi deben observar ciertas restricciones. Haciendo caso omiso de estas normas puede conducir a la pérdida de algo preciado. En el caso de Shotaro (Apodado el Hueso loco), tiene que atenerse a hacer una buena acción todos los días. En la ciudad central de Tokio, conoce a una chica llamada Mana, y juntos van en un viaje para encontrar a Emine el amigo de infancia de Shotaro.

## Personajes

### Shotaro
Interpretado por: Mayumi Tanaka (CD drama)
Es un Dokeshi joven conocido como el "Kyokotsu". Tiene una extraña habilidad, que consiste que al morder los huesos de un animal obtiene las características de dicho animal, como el vuelo de un pájaro o los sentidos de un perro. Pero para hacer uso de esta habilidad debe hacer una buena acción diaria, de lo contrario perderá algo "preciado" dentro de él. Es bastante infantil e ingenuo, Es un fanático de Charisma Justice, un programa de televisión, aunque siempre se olvida que lo dan los domingos a las 10:30 (demuestra esta afición con su ataque Justicia Blade).

### Mana
Interpretada por: Saeko Chiba (CD drama)
Es una chica común de 16 años, que cuando se encuentra con Shotaro decide acompañarlo en su búsqueda por su amigo Emine. Suele entrar a concursos para así obtener dinero. Ella es de China y es muy buena para las artes marciales. El estilo de lucha de su familia es Hinoki Ryu, siendo una disciplina que solo se enseña en su familia. Aunque su padre no le presta mucha atención, ya que prefiere a su hermano. Ella disfruta de la adivinación, ya que le ayuda a tomar decisiones. Ella odia ser llamada "basura" ya que su nombre deletreado al revés en japonés es el AMNA que significa primas por lo que es basura en bruto.

### Yohei Nanami
Interpretada por: Yuto Nakano (CD drama)
Un genio de la mecánica "normal" de los humanos, se reúne con Shotaro y pronto comienza a viajar con él, Puede hacer fácilmente los robots y otros artilugios. Su equipo fue destruido por Nofix, el rey de Spin, tras lo cual pierde la capacidad de confiar en otros. Su arma es la "Pistola Plateada" Respetuosa de la Ley (The Law Abiding "Silver Gun"), una pistola con forma de perro-que entre otras cosas pueden morder a la gente y ser usado para ver la televisión.
- Datos: Q851826